# Cukrovar Malá Chuchle
Cukrovar Malá Chuchle je bývalý průmyslový areál v Praze, který byl zbudován v bývalém mlýně na Mariánsko-Lázeňském potoce v ulici V Lázních.

## Historie
Cukrovar byl založen roku 1831 jako jeden z prvních v Čechách. Jeho zakladatelem byl Karl Weinrich, odborník na výrobu cukru, který vycházel z takzvané "německé školy" – minimální náklady, technické zařízení co nejjednodušší a jeho snadná výroba domácími výrobci.
Přestavba mlýna stála 26 572 zlatých a v plánu bylo zpracovat ročně 20 000 centýřů (1 120 tun) řepy. Jako vedoucího provozu k sobě přibral cukrovarnického odborníka Friedricha Kodweisse, se kterým pracoval na zlepšení výroby. Výsledky pak oba publikovali v brožurách s podporou "Vlastenecko-hospodářské společnosti". Jedním z výsledků výzkumu byla takzvaná "Česká práce" – čištění řepné šťávy pomocí vápna a kyseliny sírové.

### Výroba
Dělníci řepu ručně omyli košťaty, okrájeli a rozemleli na kaši kruhadlem poháněným vodním kolem. Ženy tuto kaši balily do plachet nebo připravených pytlíků, balíky vkládaly do ručních lisů a prokládaly je rohožemi z vrbového proutí.
Vylisovaná šťáva se poté louhovala v měděných kotlích, umístěných nad otevřeným ohněm. Poté se okyselila kyselinou (3 díly kyseliny na tisíc dílů šťávy) a po promíchání se přidalo přesně stanovené množství vápna. Kolik dílů šťávy, kyseliny a vápna bylo zjišťováno při pokusech na malých laboratorních vzorcích.
Šťáva pak byla zcezena, odpařena, přefiltrována a zahuštěna. Roztok nakonec krystalizoval v homolových formách (kadlubech). V jiných cukrovarech cukr procházel ještě rafinací, v Chuchli od ní bylo upuštěno.

### Ukončení provozu
Protože přítok vody v Mariánskolázeňském potoce na vodní kolo byl malý a také celkový nedostatek volného místa pro provoz vedl již roku 1834 k přemístění výroby do Zbraslavi do budov bývalého pivovaru. Zde pak cukrovar fungoval až do roku 1860.